# Mathieu de Lorraine de Toul
Cet article possède un paronyme, voir Matthieu de Lorraine.
Mathieu de Lorraine, comte de Toul, 1180, seigneur de Fontenoy, de Charmes, de Mirecourt, de Coussey et de Bleurville, né vers 1146, mort avant 1208,, au château de Fontenoy, était le second fils du duc Mathieu Ier et de Judith-Berthe de Hohenstaufen (1123-1195), aussi appelée Berthe.
Il épouse en 1180 Béatrice de Dampierre, sa cousine germaine, fille de Renard Ier, comte de Dampierre-en-Astenois. Ils auront comme enfants :
- Frédéric V, comte de Toul (-1250), comte de Toul, parfois appelé Ferry V[3] ;
- Reinhard (-1259), seigneur de Coussey et de Saint-Rémy[4] ;
- Henri (?) ;
- Mathilde (?).